# لعبة الكذب
لعبة الكذب (بالإنجليزية The Lying Game، لايينغ غيم) مسلسل دراما مراهقين تلفزيوني بثته أي بي سي للعائلة من 15 أغسطس 2011 حتى 12 مارس 2013. قصة المسلسل أقتبست من رواية تحمل نفس الاسم لسارة شيبارد.

## القصة
تدور أحداث مسلسل عن التوأم إيما وساتون اللتان انفصلا منذ فترة طويلة في ظروف غامضة، ساتون نشأت في عائلة ثرية قامت بتبنيها، أما إيما فنشأت في نظام الكفالة، وعندما يجتمع شمل الثنائي تبقيان الأمر سراً، وتتكشف العديد من الأسرار التي حدثت في حياتهما، حيث ستحاول ساتون الوصول للحقيقة وفي طريق بحثها عنها ستحدث مفاجأت لا يمكن حصرها.

## نهاية المسلسل
في 15 يوليو 2013، أكدت الكسندرا شاندو أن المسلسل ألغي من قبل الشبكة بعد موسمين.

## الممثلين
- الكسندرا شاندو
- بلير ريدفور
- آليس جريزن

## روابط خارجية
- لعبة الكذب على موقع IMDb (الإنجليزية)
- لعبة الكذب على موقع ميتاكريتيك (الإنجليزية)
- لعبة الكذب على موقع روتن توميتوز (الإنجليزية)
- لعبة الكذب على موقع كينوبويسك (الروسية)
- لعبة الكذب على موقع ألو سيني (الفرنسية)
- لعبة الكذب على موقع قاعدة بيانات الفيلم (الإنجليزية)